# Don Stovall
Don Stovall (12 de diciembre de 1913 - 20 de noviembre de 1970) fue un músico de jazz estadounidense que tocaba el saxo alto.
Stovall comenzó tocando el violín de niño, antes de decidirse por el saxo alto. tocó en San Luis, Misuri, junto a Dewey Jackson y Fate Marable en riverboats a finales de los años 1920 y después tocó junto a los Crackerjacks de Eddie Johnson entre 1932 y 1933. En la década de los años 1930 vivió en Buffalo, Nueva York, donde conducía su propio conjunto y tocaba con Lil Armstrong. Se mudó a Nueva York en 1939, donde tocó con músicos como Sammy Price, Eddie Durham y Cootie Williams. Después grabó con Red Allen, permaneciendo en su banda hasta 1950. También grabó junto a Pete Johnson y Snub Mosley a lo largo de su carrera, aunque nunca grabó nada como líder de banda.